# Cadillac Seville
El Cadillac Seville fue un automóvil de turismo del segmento E producido por la división Cadillac del fabricante de automóviles estadounidense General Motors desde 1974 hasta 2004, como un Cadillac de alta gama de menor tamaño.
El Seville, introducido en mayo de 1975 fue la respuesta de Cadillac a la creciente popularidad de las importaciones de lujo en los EE. UU. procedentes de Europa, como Mercedes-Benz y BMW.

## Etimología
El nombre Seville, en español Sevilla, es una provincia española y la ciudad capital de esa provincia, famosa por su historia y sus tesoros de arte y arquitectura. Los maestros de la pintura española Diego Velázquez y Bartolomé Esteban Murillo ambos eran de Sevilla. El nombre de Seville entró por primera vez el uso de Cadillac como la designación de la versión cupé 2 puertas sin parantes del 1956 Cadillac Eldorado. 

## Historia

### Primera generación (1975-1979)
Configuración: Motor delantero / tracción trasera
El Seville, presentado en mayo de 1975 como modelo a principios de 1976, fue la respuesta de Cadillac a la creciente popularidad de las importaciones de lujo europeas como Mercedes-Benz y BMW. Los planificadores de GM se estaban preocupando de que la imagen de la división como "El estándar del mundo" se desvaneciera a medida que se desarrollaba la década de 1970, especialmente entre la generación más joven de compradores de automóviles. Tratando de contrarrestar la fuerte inclinación de Cadillac hacia el grupo de edad de más de 50 años, el Seville fue un audaz intento de rejuvenecer la imagen de la marca y ganar a los jóvenes compradores de importaciones.

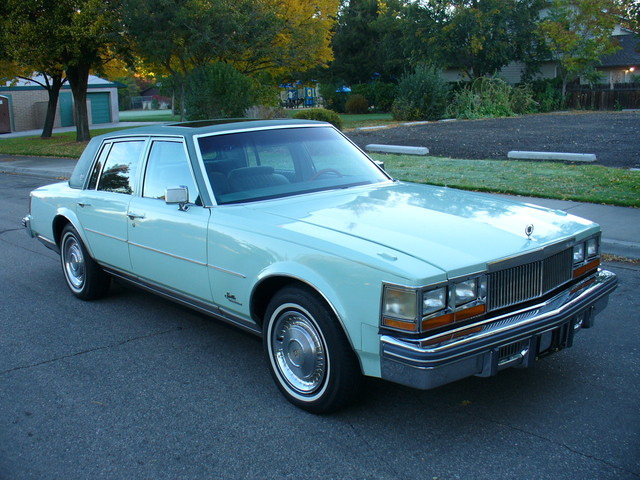
Cadillac Seville de 1977

Con el tiempo, los autos de lujo europeos se habían vuelto bastante lujosos e incluso más caros que los Cadillacs mucho más grandes. A medida que la cuota de mercado de estas importaciones seguía aumentando, se hizo evidente que el paradigma automotriz estadounidense tradicional de "más grande es igual a mejor" había comenzado a fallar. El Seville se convirtió en el modelo más pequeño y caro de la línea, dando la vuelta a la estrategia tradicional de mercadotecnia y precios de Cadillac. Los prototipos de diseño de tamaño completo se crearon en el invierno de 1972–73 (con el nombre provisional "LaSalle", que revivió la marca Cadillac entre los años 1927–1940). Los prototipos de diseño subsiguientes parecían más vanguardistas (específicamente un 1973 llamado LaScala que aludió a la de Seville de 1992).
El diseño tomó fuertes indicios de Rolls-Royce Silver Shadow. La estructura Unibody incluía un bastidor auxiliar con pernos, con una suspensión trasera basada en la plataforma X-Body con tracción trasera que sustentaba el Chevrolet Nova, incluido el diferencial trasero, con un bastidor auxiliar frontal con bujes más gruesos similar a la plataforma F de segunda generación compartido por el Chevrolet Camaro y el Firebird y la plataforma GM X (1975–79). Reingeniería sustancial y actualizaciones de estos humildes orígenes le valieron la designación única "K-body" (en lugar de "X-special" siguiendo el formato del A-special Chevrolet Monte Carlo/Pontiac Grand Prix y B-special Buick Riviera) .
También se compartió con la plataforma X corporativa la parte de la estampación del techo y la bandeja del piso del maletero (para los vehículos de la plataforma X de 1973 y posteriores). Los estilistas de Cadillac agregaron un cuerpo nítido y angular que marcó el tono para el estilo GM en la próxima década, junto con una postura de pista ancha que le da al automóvil una apariencia sustancial y de primera calidad. Una amplia parrilla cromada flanqueada por faros rectangulares cuádruples con luces de señalización y estacionamiento estrechas justo debajo del panel de la cabecera, mientras que las pequeñas luces traseras rectangulares que se colocaban en las esquinas más externas de la parte trasera daban la apariencia de un automóvil más bajo, más delgado y más amplio . Las luces traseras envolventes podrían provenir de un boceto de diseño de un concepto Coupe DeVille rechazado.

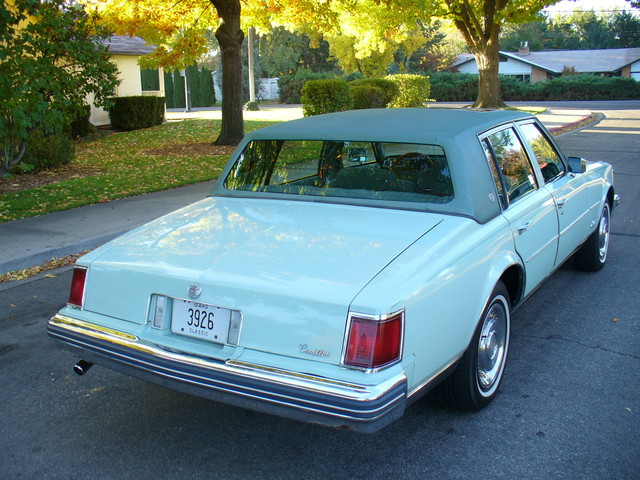
Cadillac Seville de 1977. Vista trasera

Los ingenieros del Seville eligieron la plataforma X-body en lugar de la del Opel Diplomat alemán en respuesta a las restricciones presupuestarias de GM. Los ejecutivos de GM sintieron que la reestructuración de un Opel sería más costosa que la del X-car corporativo. Otra propuesta durante el desarrollo del Seville fue un diseño de tracción delantera similar al Cadillac Eldorado. Esta propuesta también tuvo inquietudes presupuestarias ya que la transmisión utilizada para el Eldorado se produjo de forma limitada únicamente para la producción de la plataforma E-body (Eldorado/Toronado), junto con la autocaravana GMC de mediados de la década de 1970 (que tiene un derivado del E-plataforma de transmisión).
Presentado a mediados de 1975 y catalogado como el nuevo Cadillac "de tamaño internacional", el Seville era casi 450 kg más ligero que el buque insignia de la marca, el DeVille. El Seville era, por lo tanto, más ágil y fácil de estacionar, además de seguir siendo atractivo para los clientes con el complemento completo de las funciones de Cadillac. Más caro que cualquier otro modelo de Cadillac (excepto las limusinas de fábrica de la Serie 75 del Fleetwood) a 12,479 dólares, el Seville tuvo un modesto éxito en el mercado. Engendró varios imitadores, incluidos modelos como el Lincoln Versailles y más tarde el Chrysler LeBaron (Quinta Avenida después de 1982). Para garantizar la calidad de la producción inicial de Sevilles, las primeras 2.000 unidades producidas fueron idénticas en color (plata georgiana) y en equipo. Esto permitió a los trabajadores "aumentar" para construir diferentes configuraciones. La producción total de Seville en 1976 fue de 43.772 vehículos.
Los primeros Seville producidos entre abril de 1975 (un total de 16.355) hasta el cierre para el modelo del año 1976 fueron los primeros Cadillacs en usar el patrón de pernos de ruedas de GM más pequeño (5 orejetas con un círculo de pernos de 4,75 pulg. (121 mm); el Cadillac XLR también utiliza este patrón). Los primeros Sevilles solo compartieron una minoría estricta de componentes con el punto de partida de ingeniería, el GM X-Body. Los tambores traseros medían 11 pulgadas (280 mm) y eran similares a los utilizados en los modelos familiares intermedios Nova 9C1 (opción policial) y A-body (Chevelle, Cutlass, Regal, LeMans). Comenzando con el modelo del año 1977, la producción de Sevilles usó el círculo de pernos más grande de 5 lug - 5 pulgadas común a los automóviles Chevrolet de tamaño completo (1971–76), Cadillacs, Buicks, Oldsmobiles, Pontiacs, y furgonetas ligeras Chevrolet/GMC de 1/2 ton. También recibió frenos de disco traseros, un diseño que emergería un año después como una opción en el Pontiac Trans Am de la plataforma F. Los modelos 1975–76 tenían una cubierta de vinilo obligatoria debido al hecho de que la sección del techo se construyó originalmente en dos partes; la sección trasera alrededor del pilar C se estampaba especialmente para Cadillac, y se usaron planchas prensadas de techo de sedán de cuerpo X regular para las partes delanteras. Debido a la demanda de los clientes, a partir de 1977 se ofreció un techo de acero pintado que requería un nuevo sellado de techo completo. La producción del Seville de 1977 aumentó ligeramente a 45.060 vehículos. Al año siguiente, la producción aumentó a 56.985 automóviles y terminó siendo el año de mayor producción para la primera generación del Seville.
El motor era un Oldsmobile de 350 pies cúbicos (5.7 L) V8, equipado con inyección de combustible controlada electrónicamente Bendix/Bosch. Este sistema le dio al Seville una manejabilidad y un rendimiento sin problemas que usualmente faltaban en otros autos domésticos de esta temprana era de control de emisiones. La potencia de salida fue de 180 hp (130 kW), el consumo de gasolina fue de 17 MPG en la ciudad y de 23 MPG en la carretera (el Deville y Fleetwood más grandes aún obtuvieron un rendimiento de gasolina de un solo dígito) y el rendimiento fue bueno para la era cero A 60 mph (97 km / h) tomando 11.5 segundos. En 1978, se agregó un motor diésel de 350 pies cúbicos (5.7 L) LF9 V8, el primer motor diésel ofrecido en vehículos de pasajeros en los Estados Unidos.
El ordenador de viaje de Cadillac Tripmaster fue una característica opcional única disponible a mediados de año 1978 y también en los años de modelo de 1979 a un costo de 920 dólares. Esta opción reemplazó los dos medidores analógicos estándar con una lectura digital electrónica para el velocímetro y el combustible restante. También reemplazó el reloj digital de cuarzo con un reloj de pantalla led. El ordenador de viaje también incluyó numerosos cálculos con solo tocar un botón en un pequeño panel ubicado a la derecha del volante. Esto incluía millas para vaciar, millas por galón y una hora de llegada a destino (que el conductor tenía que programar para calcular la hora de llegada con base en las millas restantes). Aunque precedido por el sedán británico Aston Martin Lagonda de 1976, el Seville fue el primer automóvil estadounidense en ofrecer instrumentación electrónica completa. Aunque el Continental Mark V de 1978 estaba disponible con la función "Miles-to-Empty" (es decir, una lectura de LED de millas por recorrer en función del combustible restante), Lincoln no ofreció instrumentación electrónica completa hasta 1980. La computadora de viaje demostró ser una opción impopular, y rara vez se solicitó, probablemente debido a su costo bastante alto. Un conjunto de instrumentos digitales no estuvo disponible en el Seville y en el Eldorado nuevamente hasta 1981. Aunque la "Computadora de viaje" ya no estaba disponible, el nuevo sistema electrónico de datos de combustible se introdujo en 1980, así como los nuevos controles electrónicos de calefacción y aire acondicionado, reemplazando algunas de las funciones de la computadora de viaje anteriormente disponibles.
Varios constructores de automóviles personalizados modificaron el Seville 1975–1979, para producir convertibles reducidos de 2+2 puertas, un convertible de 2 puertas con asiento trasero, una camioneta pickup de 2 puertas, cupés de 2 puertas, modelos de 4 puertas con capó alargado, y un Seville de 4 puertas con distancia entre ejes alargada.
Pars Khodro fabricó el Seville en Irán bajo el nombre comercial de "Cadillac Irán" de 1978 a 1987, que era conocido como "General Motors Irán" antes de la Revolución Islámica. Un total de 2653 Cadillac se fabricaron en Irán durante este período, lo que convirtió a Irán en el único país productor de Cadillac fuera de los Estados Unidos hasta 1997, cuando el Cadillac Catera (basado en el Opel Omega) se construyó en Alemania para el mercado estadounidense. El Cadillac BLS, construido en Suecia para el mercado europeo, que nunca estuvo disponible para el mercado de los EE. UU., se introdujo en 2006. Aunque el Cadillac Allante tenía una carrocería e interior de origen italiano, su montaje final se realizó en los EE. UU.

### Segunda  generación (1980-1985)
Configuración: Motor delantero longitudinal/tracción delantera

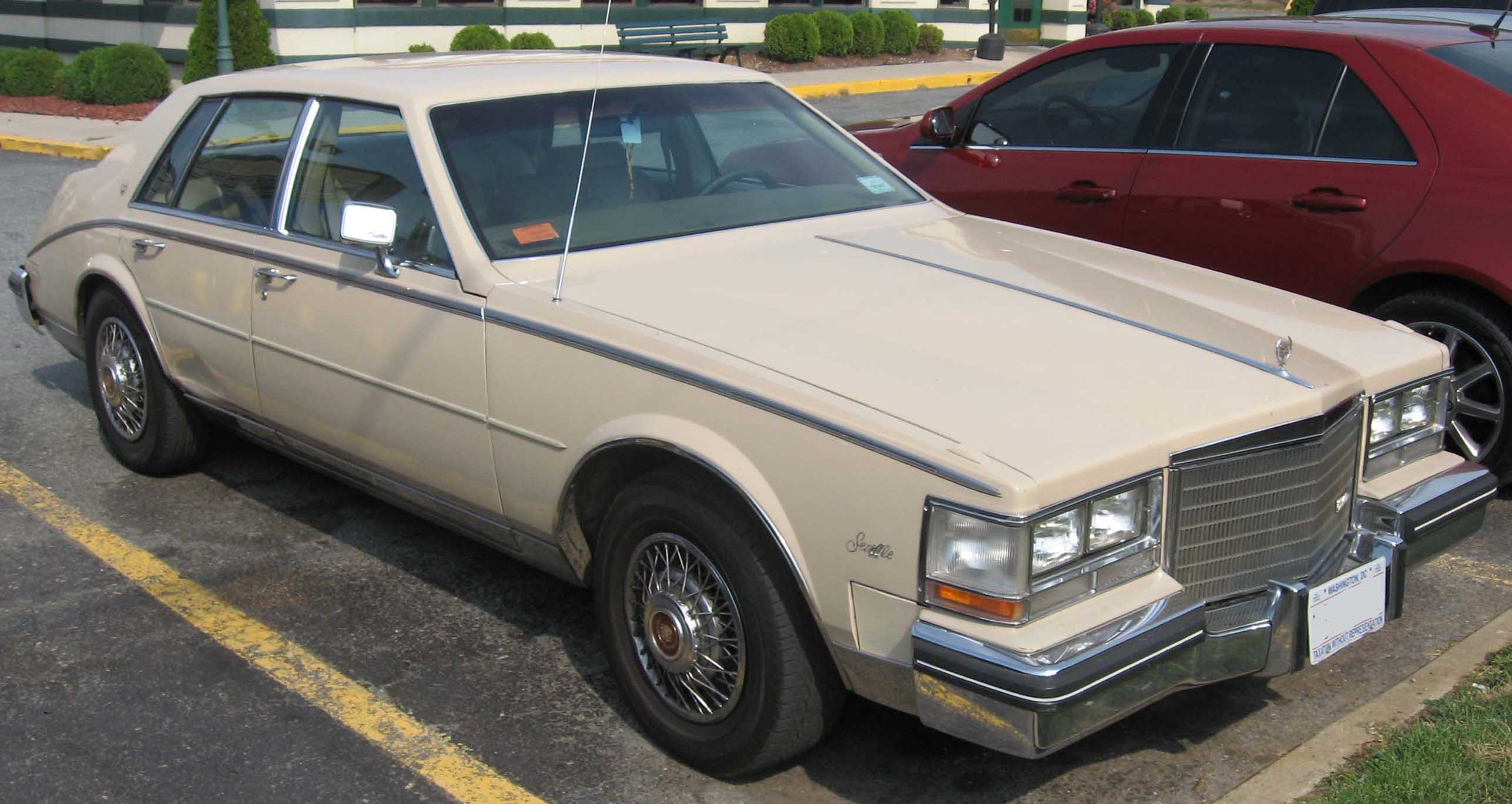
Cadillac Seville de segunda generación

Si bien la primera generación del Seville había tenido bastante éxito, fracasó en su misión principal de ganarse a los compradores de importación más jóvenes. La investigación de mercado indicó que el automóvil era más popular entre las mujeres mayores que querían un Cadillac en un tamaño más pequeño y más maniobrable. Para el modelo de 1980, la plataforma K-Body del Seville se convirtió en tracción delantera, basada en la E-Body de los Eldorado, Buick Riviera y Oldsmobile Toronado. La longitud y la distancia entre ejes fueron similares, con el auto perdiendo 0.3" en la distancia entre ejes y ganando 0.8" en general. El nuevo modelo contaba con suspensión trasera independiente y fue el primer automóvil estadounidense en tener un motor diésel estándar, que se había transferido a la generación anterior. El nuevo 368 cu in (6.0 L) L62 V8 de Cadillac con inyección de combustible digital fue una opción sin costo, excepto en California, donde el Oldsmobile 350 con inyección de combustible seguía estando disponible, también como opción sin costo.
El estilo trasero de bustle-back con afiladísima inspiración se inspiró en los diseños de "Línea de Emperatriz" de la carrocera inglesa Hooper & Co. de principios de la década de 1950; En sí mismos, una versión dramática y modernizada del estilo de integración tronco/cuerpo de mediados de los años treinta. Además, las proporciones de capota corta/cubierta corta se encontraban en la mitad posterior de un renacimiento que se había manifestado en autos de lujo grandes y exclusivos a partir de la década de 1960 en adelante, como en autos de lujo con halo personal como el Buick Riviera, Oldsmobile Toronado y el reconfigurado Cadillac Eldorado. El estilo del Seville, uno de los últimos vehículos diseñados por Bill Mitchell de GM (designado por Harley Earl en 1936 como Diseñador Jefe en el recién creado estudio de diseño Cadillac), fue imitado rápidamente por el sedán Lincoln Continental de 1982, y por el cupé Imperial de 1981.

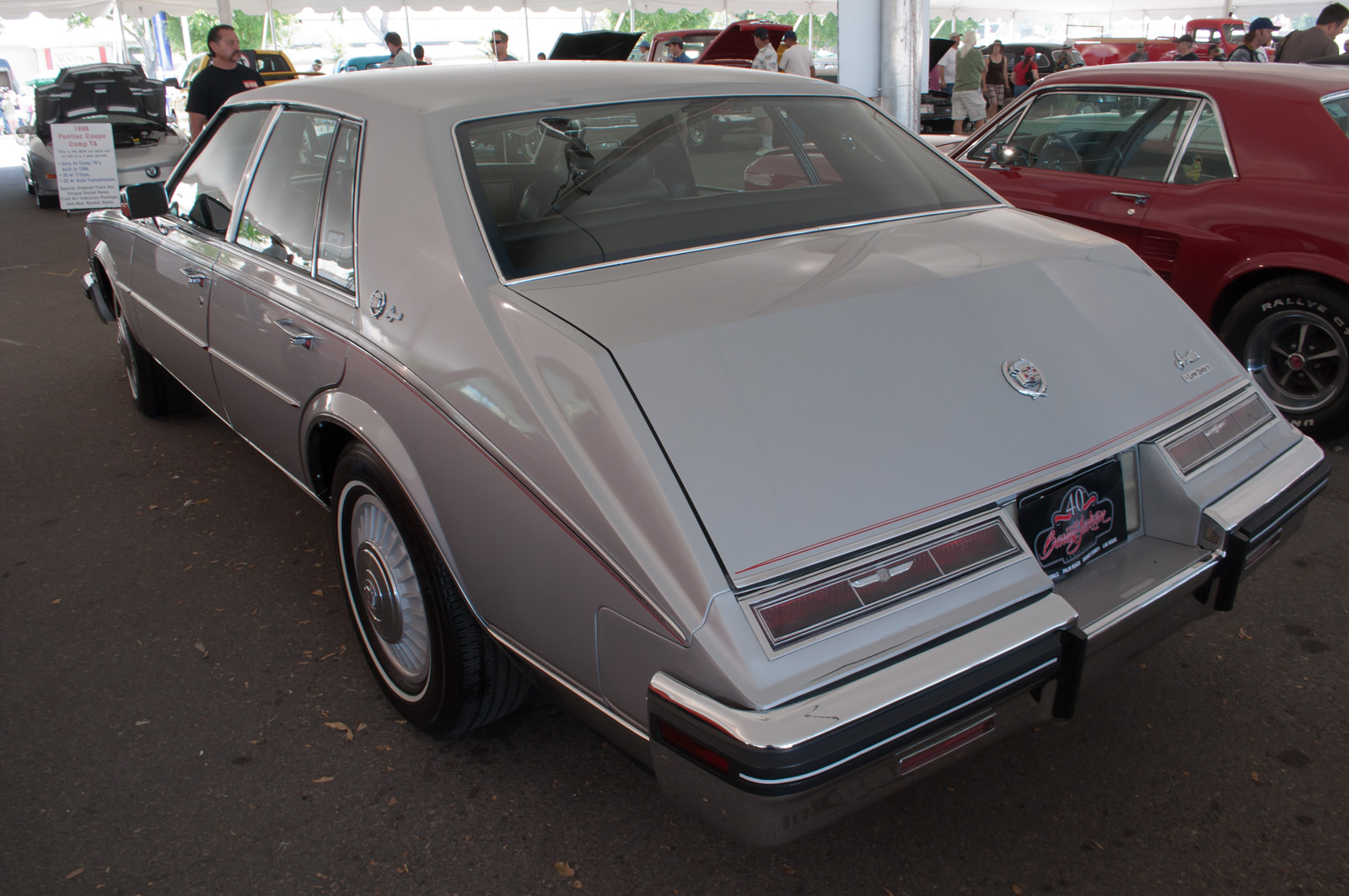
Cadillac Seville de segunda generación. Vista trasera

El Seville inició en un diseño de rasgos que se volverían más tradicionales en años posteriores. En 1981, los "asientos de memoria", una característica que no se ve en un Cadillac desde el Eldorado Brougham de finales de la década de 1950, volvió a estar disponible. Esta opción permite recuperar dos posiciones memorizadas con solo tocar un botón. Otra novedad para 1981 fue un grupo de instrumentos digitales. El "Ordenador de viaje Cadillac" fue un precursor de esta opción en 1978. Para los modelos del Seville y el Eldorado entre 1981 y 1985, era considerablemente menos costoso en 200 dólares en 1981 y no contenía las muchas funciones del ordenador de viaje, solo un velocímetro digital y indicador de combustible. Las opciones de motor cambiaron para 1981; El motor V8 ahora estaba equipado con la tecnología de desplazamiento variable V8-6-4. Sin embargo, los sistemas de administración del motor de la época demostraron ser demasiado lentos para ejecutar el sistema de manera confiable. Se agregó un motor procedente de Buick V6 de 4.1 litros como opción de crédito. Los neumáticos de "sellado de pinchazos" también fueron nuevos para 1981.
En 1982, Seville ofreció retrovisores exteriores con calefacción y la opción de desempañador trasero. En el interior, un sistema de cinta de casete estéreo "Symphony Sound" estaba disponible. El motor diésel previamente estándar se convirtió en una opción, ya que se introdujo el nuevo HT-4100 de 4.1 litros de Cadillac. Este motor, especialmente en sus primeros años, tenía una serie de problemas de confiabilidad, tales como fundiciones de bloques de aluminio poroso y débiles y juntas de colector de admisión propensas a fallas. Para 1983, se dejó caer el Buick V6 y se ofreció un nuevo sistema de casete estéreo "Delco/Bose" a 895 dólares. Inicialmente, con aspecto de una radio estándar de Delco en 1983, a partir de 1984 contaba con un panel frontal de aspecto dorado cepillado y unos bulbosos ensamblajes de altavoces en las puertas interiores inferiores. Este fue también el último año para la disponibilidad de un sistema estéreo de 8 pistas para el Seville. En el exterior, desde 1983 hasta 1985, el Seville estuvo disponible con una opción de "Techo de cabriolé completo", que le dio al Seville el aspecto de un convertible de cuatro puertas.

### Tercera  generación (1985-1991)
Configuración: Motor delantero transversal /  tracción delantera

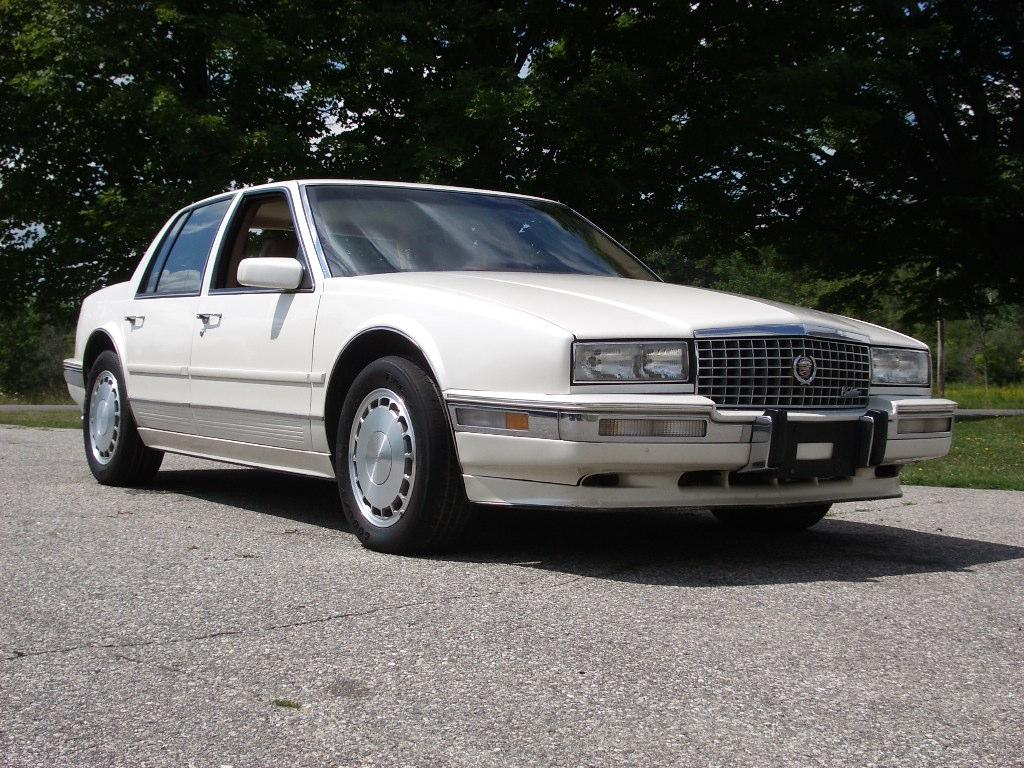
Cadillac Seville de tercera generación

En 1986, un cuerpo completamente nuevo y mucho más pequeño intentó combinar la nitidez angular del Seville original con los bordes redondeados de la nueva estética aerodinámica. La serie contó con un V8 de montaje transversal que impulsa las ruedas delanteras. Algunos clientes tradicionales de Cadillac consideraron que el tamaño más pequeño y el estilo no tradicional eran demasiado similares a los autos secundarios producidos por otras divisiones de GM. El nuevo Seville también vino con un aumento de precio del 15% sobre el modelo de 1985.
El nuevo chasis Seville/Eldorado presentaba un avanzado sistema de transmisión y control del motor que ofrecía cifras de consumo de combustible de la EPA de casi 30 mpg en EE. UU. (7.8 L / 100 km; 36 mpg-imp) en la carretera con un pequeño V8 con inyección de combustible. El nuevo modelo presentaba primero un automóvil de producción mundial: un sistema informático que controlaba los sistemas y el motor del automóvil. El BCM/ECM (módulo de control de la carrocería /módulo de control del motor) se combinó con un tablero electrónico que utilizaba pantallas fluorescentes de vacío de alta intensidad y utilizó la experiencia de GM derivada de la adquisición de Hughes Electronics, fabricante de satélites de comunicaciones y espías. Con las ventas muy por debajo de las expectativas, una actualización exterior se aceleró para 1987 como un modelo de 1988. Esta fue la última generación de Cadillac Seville en tener renovaciones anuales para las parrillas.

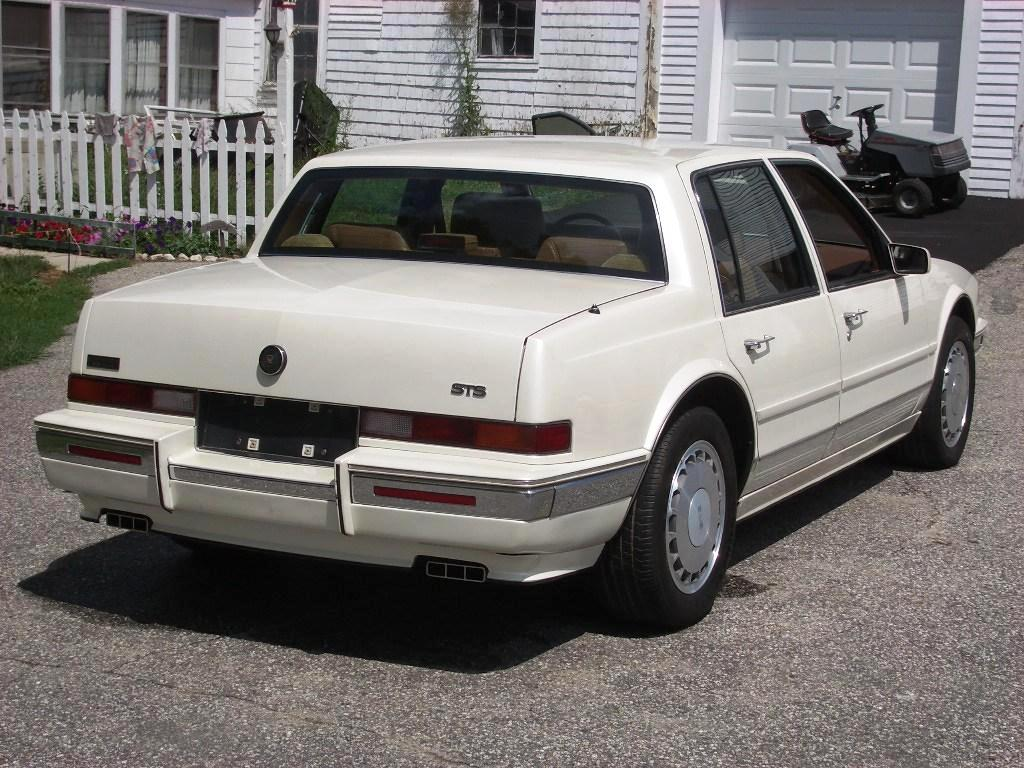
Cadillac Seville de tercera generación (visra trasera)

La gran noticia para 1988 fue la introducción del Seville Touring Sedan (STS), que venía equipado con la suspensión FE2 Touring de GM. Presentaba rines especiales de aleación de 15 pulgadas, resortes especiales, barra estabilizadora trasera y una relación de dirección especial de 15.6: 1 para un mejor manejo, un emblema Cadillac montado en la rejilla, una cubierta especial de cierre del tronco cloisonne y un interior único de cuatro lugares. La producción del Seville Touring Sedan de 1988 totalizó 1.499 unidades. Los primeros STS de 1988 fueron fabricados a medida en junio de 1988 por Cars and Concepts y anunciados en el Gran Premio de Detroit de 1988. Estos modelos de ejecución inicial estaban disponibles para los vip dentro de General Motors, la División de Cadillac, algunos accionistas importantes y una breve lista de dignatarios. Cars and Concepts colocó una etiqueta especial en la esquina inferior de la puerta delantera del lado del conductor, identificándola como una de las STS originales.
Para 1989, los primeros STS de "producción regular" se vendieron como una "Edición Limitada" con un código de opción de YP6. Las características del modelo de 1988 se trasladaron al año de modelo de producción de 1989 con la adición de un paquete de suspensión de estilo europeo rediseñado para un control de la dirección más preciso y una sensación más firme de la carretera. Las características del STS sobre el Seville estándar incluían asientos de cuero ultra suave cosidos a mano, detalles de madera de haya, frenos antibloqueo, suspensión de viaje, una relación de giro del volante de 3.3:1, llantas de aleación de aluminio fundido de 15 pulgadas y neumáticos Goodyear Eagle GT4 blackwall.
Las características adicionales del STS fueron: rejilla con corona y cresta empotradas, guardabarros delantero del conductor modificado con la luz de las curvas movida hacia la fascia delantera y monitores de los faros delanteros retirados, a juego con molduras en el aire inferior y en la parte lateral del cuerpo, bolsillo negro mate para la exportación con perlas brillantes, almohadillas de impacto en el parachoques delantero negro mate e inserciones verticales de la protección del parachoques trasero, color de la carrocería del exterior retrovisores retrovisores con parche negro, reflejos traseros modificados (de Eldorado) (trasladados al parachoques), luces traseras de exportación modificadas con tres colores europeos lentes de estilo, placa de identificación de STS en la tapa del maletero y una cubierta exclusiva de bloqueo de tapa de cubierta de cloisonne exclusiva de STS.

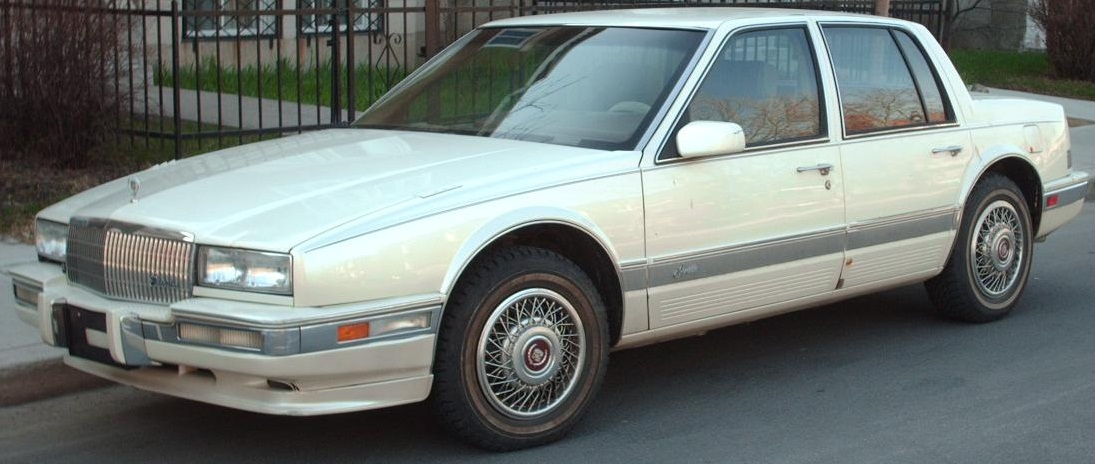
Cadillac Seville de tercera generación. Lateral

El interior del STS tenía un asiento delantero eléctrico de 12 posiciones, reposacabezas del asiento delantero articulado manual, reposabrazos delantero central con casete y consola de almacenamiento de monedas / copas recortada en cuero ultra-confortable, bolsillos tipo mapa de red, asientos traseros con reposacabezas integrados, consola trasera central y compartimento de almacenamiento trasero, paneles de tapicería de las puertas delanteras y traseras forradas en cuero, tiradores de las puertas y tiradores de las tiras superiores, apliques de madera real de alto brillo en los paneles de los moldes de las puertas y las placas, la almohadilla y la barra de la bocina, el panel de instrumentos y la parte delantera y trasera consolas, alfombras de piso de Beechwood Thaxton y un forro de cubierta en material de tara con el logotipo de STS. Otras características estándar del STS (estas eran opciones en el estándar del Seville) eran: cerraduras automáticas, espejos de cortesía iluminados para el conductor y el lado del pasajero, sistema de entrada iluminado, desempañador de la ventana trasera, sistema antirrobo y tapete del maletero.
Solo 4 colores exteriores estaban disponibles para el STS este año: White Diamond; Sable Black; Zafiro negro; o Carmine Red. Se produjeron 1893 sedanes Seville Touring (STS) para el año modelo 1989. Los primeros STS de 1989 fueron restos de la carrera de Cars & Concepts del año de producción de 1988 y tenían el adhesivo especial ubicado en la parte inferior en el interior de la puerta del conductor. Estos fueron producidos antes de diciembre de 1988 para el año de producción de 1989 y son muy raros. Los últimos 6 dígitos de estos números de VIN estarían por debajo de 808000. Al igual que en el modelo de 1988, se colocó una etiqueta especial de cromo negro / plateado de 3,25 "x 2" en el área interior inferior de la puerta delantera del lado del conductor, identificando los automóviles y conceptos como uno de los STS originales.
En 1990, los Seville obtuvieron un nuevo sistema de inyección de combustible que elevó la potencia a 180 CV. Las luces delanteras del parque ya no estaban montadas en el guardabarros de ningún modelo, y el Seville STS sufrió algunos cambios importantes. Estas incluían nuevas fascias de color en la parte lateral y trasera del cuerpo que le dieron al auto un aspecto más deportivo y agresivo. También se agregó escape doble con salidas de acero inoxidable brillante, una secuencia de comandos STS más grande, sistema de frenos antibloqueo estándar con discos traseros, y llantas de aleación con acabado de máquina de 16 pulgadas en las llantas Goodyear Eagle GT + 4. Una bolsa de aire del lado del conductor también se añadió al Seville y STS. Si bien el motor era el mismo que se usaba en los modelos regulares del Seville, la transmisión tenía una relación de transmisión final especial de 3: 33: 1 para una mejor aceleración. El STS de 1990 también recibió la designación de su propio cuerpo de 6KY69, y los precios comenzaron en 36.320 dólares. La producción limitada de 1990 de STS totalizó 2.811 vehículos.
No hubo cambios en el cuerpo en 1991, pero mecánicamente hubo un nuevo V8 de 4.9 litros bajo el capó acoplado a una transmisión 4T60E controlada electrónicamente. El nuevo V8 ya no usaba el A.I.R. El sistema y los refinamientos adicionales a los componentes internos llevaron la potencia a 200. El único cambio al STS fue la eliminación de los asientos traseros de cubo para un banco de ancho completo, y los nuevos asientos delanteros con refuerzos laterales más grandes tomados de los últimos años Eldorado Touring Coupé. Se produjeron 2206 unidades.

### Cuarta generación (1992-1997)
Configuración: Motor delantero transversal / tracción delantera

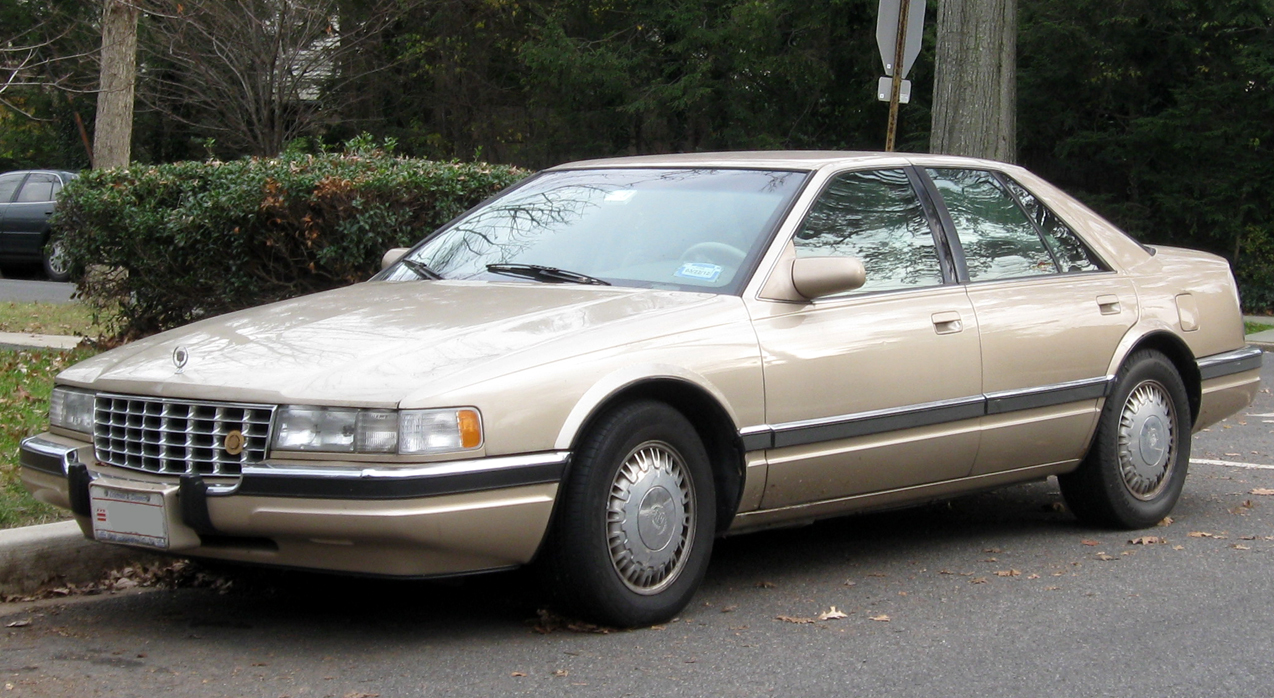
Cadillac Seville de cuarta generación

Para 1992, Cadillac entregó un nuevo Seville con un sabor europeo teniendo este críticas positivas de clientes. El Seville Touring Sedan fue el Coche del año de la revista automovilística Motor Trend en 1992. También lo hizo la lista de los diez mejores de la revista Car and Driver ese año. El STS del Seville adoptó pautas de estilo del automóvil de concepto Cadillac Voyage de 1988.
La edición limitada de 1993 del Sistema Northstar, que incluye el V8 de aluminio de cuatro válvulas de cuádruple leva y una nueva suspensión trasera de brazo de control de longitud desigual al STS ayudó a aumentar las ventas. La suspensión trasera presentaba anteriormente un solo resorte de hoja transversal como el Chevrolet Corvette. La distancia entre ejes fue de hasta 2.800 milímetros con una longitud total de 5,180 milímetros.
El Seville se dividió en dos submodelos:
- Seville Luxury Sedan (SLS) comenzó con el 4.9 L HT-4900 V8 pero obtuvo un LD8 Northstar V8 de 270 hp (200 kW) para 1994

- Seville Touring Sedan (STS) también comenzó con el 4.9 L HT-4900 en 1992, pero fue actualizado a 295 hp (220 kW) L37 Northstar en 1993

Los tiempos de 0–60 mph fueron 7.4 segundos para el SLS y 6.9 segundos para el STS. Los limpiaparabrisas con sensor de lluvia, llamados RainSense, eran estándar en el STS. Los precios base para ambos modelos alcanzaron un máximo en 1996 con 42.995 dólares (70.694 en dólares actuales) para el SLS 47.495 dólares (78,093 en dólares actuales) para el STS, pero el mercado de automóviles de lujo, cada vez más competitivo, dio lugar a reducciones de precios para 1997.
En 1997, la introducción del Cadillac Catera colocó al Seville en la gama media de Cadillac.

### Quinta  generación (1998-2004)
Configuración:Motor delantero transversal /  tracción delantera
El Seville fue actualizado para 1998, y ahora fue construido en la plataforma G de GM; sin embargo, GM optó por seguir refiriéndose a ella como la plataforma K. Fue el primer Cadillac lanzado con un número de homologación de tipo europeo en Europa primero en el Reino Unido y luego Alemania, Bélgica, Francia, España, Italia, Finlandia y otros mercados. Todos los motores transversales de tracción delantera para el Seville fueron construidos en Hamtramck, Míchigan.
La distancia entre ejes se extendió a 2.850 milímetros, pero la longitud total se redujo ligeramente a 5.100 milímetros. El auto se veía similar al modelo de cuarta generación, pero presentaba numerosas mejoras de suspensión y manejabilidad. El Seville STS (y su compañero Eldorado ETC) se convirtieron en los automóviles de tracción delantera más potentes del mercado con 300 hp (224 kW). El modelo superior de STS corre de 0 a 60 mph en solo 6.4 segundos y tiene un tiempo de 14.8 segundos cuarto de milla.

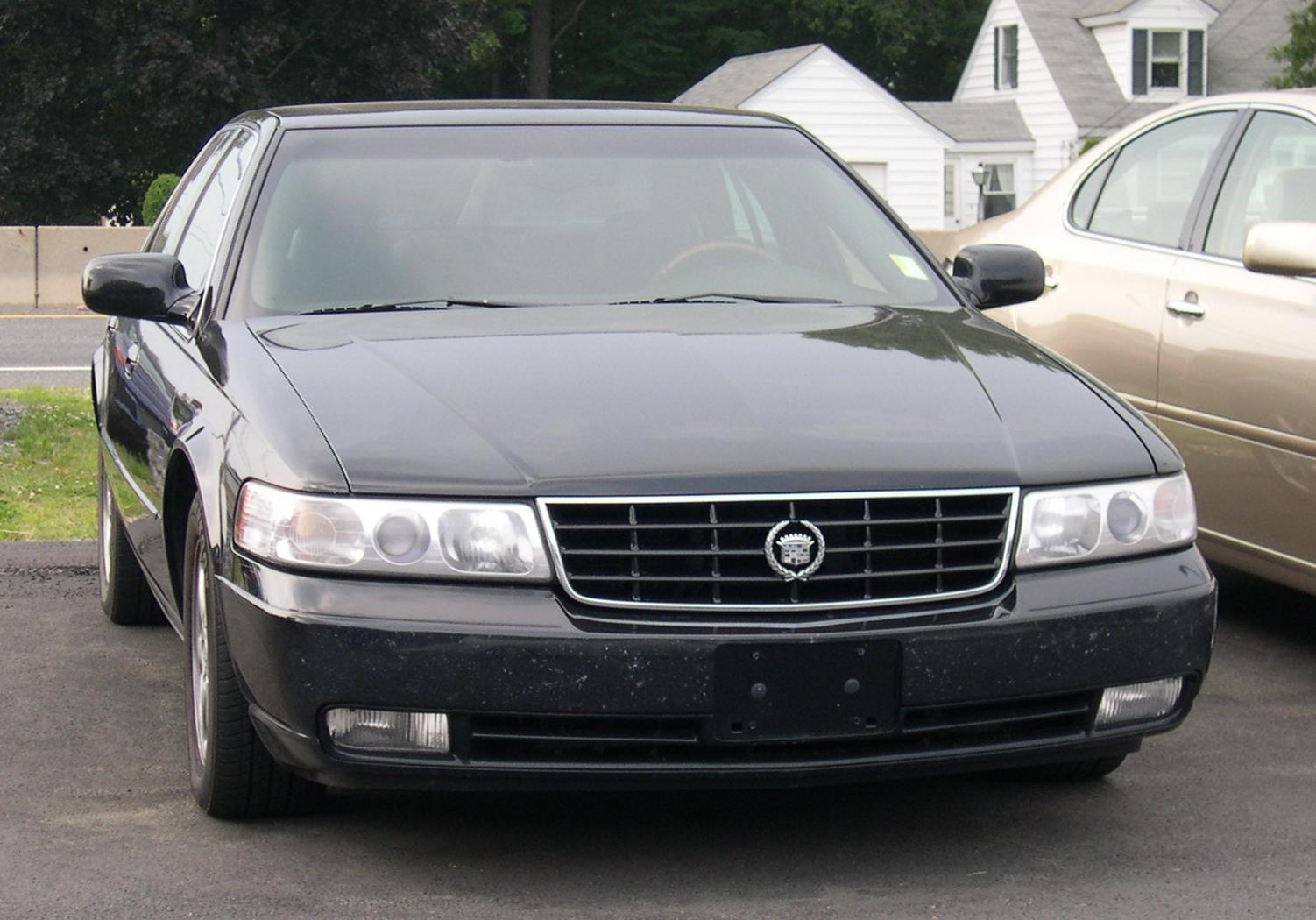
Cadillac Seville de quinta generación

La quinta generación de Seville fue la primera Cadillac diseñada para ser construida tanto en forma de volante a la izquierda como a la derecha; convirtiéndose en el primer Cadillac moderno en ser importado y vendido oficialmente en Sudáfrica, junto con otros mercados con volante a la derecha, como Japón y el Reino Unido. En el pasado, los Cadillacs con volante a la derecha se construían a partir de kits CKD o kits de conversión especiales enviados para la conversión local.
Además, esta Seville tenía dos longitudes: una para el mercado estadounidense y otra para el mercado de exportación, a saber, Europa. La versión de exportación tenía parachoques más finos para llevar la longitud total a menos de cinco metros, ya que algunos países imponen impuestos más altos para automóviles de pasajeros de más de cinco metros.
En enero de 2002, el Seville STS recibió un nuevo sistema de suspensión adaptable MagneRide. Aunque el nuevo sistema MagneRide era estándar en los modelos STS del Seville, no estaba disponible para los modelos SLS.
La producción de la STS del Seville finalizó el 16 de mayo de 2003. La producción del Seville SLS finalizó siete meses después, el 4 de diciembre de 2003. En 2004, solo el modelo SLS estaba disponible para su compra. El nombre del modelo Seville se suspendió en 2005 y se reemplazó por la denominación Cadillac STS.